# مسحامة (القفر)

تعديل مصدري - تعديل

مسحامة هي إحدى قرى عزلة بني مهدى بمديرية القفر التابعة لمحافظة إب، بلغ تعداد سكانها 55 نسمة حسب تعداد اليمن لعام 2004.